# Sebevztažné emoce
Sebevztažné emoce (též ego-vztažné), jako vina, stud, ostych a pýcha, jsou emoce související s naším sebepojetím, a s uvědomováním si toho, jak na nás reagují druzí.

## Popis
V průběhu druhého roku života, když děti začínají chápat, že jsou entitami odlišnými od jiných lidí a začíná se u nich rozvíjet vědomí já a vlastní sebepojetí, začínají se objevovat i nové emoce. Mezi tyto emoce patří:
- Stud
- Ostych
- Vina
- Pýcha
- Závist

Sebevztažné emoce jsou sociálně užitečné. Posilují sociální chování a umožňují nápravu sociálních omylů.
Mají pět charakteristických rysů, které je odlišují od ostatních emocí:
- Vyžadují schopnosti sebeuvědomění a sebeprezentace
- Objevují se později než základní emoce
- Usnadňují dosahování komplexních sociálních cílů
- Nemají charakteristický a univerzáně rozpoznatelný výraz v obličeji
- Jsou kognitivně komplexní